# Delson Scarano
Delson Scarano (28/11/1928 - 24/11/1999) foi um político brasileiro do estado de Minas Gerais. Foi deputado estadual em Minas Gerais, durante o período de 1967 a 1975 (5ª

e 6ª legislaturas)
, respectivamente pelo PSD e pela ARENA.